# Caberea
Caberea is een geslacht van mosdiertjes uit de  familie van de Candidae. De wetenschappelijke naam ervan is in 1816 voor het eerst geldig gepubliceerd door Lamouroux.

## Soorten
- Caberea angusta Hastings, 1943
- Caberea boryi (Audouin, 1826)
- Caberea brevigaleata Canu & Bassler, 1929
- Caberea bursifera Ortmann, 1890
- Caberea climacina Ortmann, 1890
- Caberea darwinii Busk, 1884
- Caberea dichotoma Lamouroux, 1816
- Caberea dolabrata MacGillivray, 1887
- Caberea ellisii (Fleming, 1814)
- Caberea enzoi Gordon, 1984
- Caberea glabra MacGillivray, 1886
- Caberea hassleri Winston & Woollacott, 2009
- Caberea hataii Okada, 1929
- Caberea helicina Hastings, 1943
- Caberea lata Busk, 1852
- Caberea megaceras Yanagi & Okada, 1918
- Caberea minima Busk, 1884
- Caberea patagonica (d'Orbigny, 1842)
- Caberea rostrata Busk, 1884
- Caberea sagamiensis Silén, 1941
- Caberea sinensis Lu, 1991
- Caberea solida Gordon, 1986
- Caberea symmetrica Liu, 1984
- Caberea tenella Okada, 1929
- Caberea transversa Harmer, 1926
- Caberea tsuchimensis Okada, 1923
- Caberea zelandica (Gray, 1843)

Niet geaccepteerde soorten:
- Caberea crassimarginata Busk, 1884 → Amastigia crassimarginata (Busk, 1884)
- Caberea guntheri → Caberea darwinii guntheri Hastings, 1943
- Caberea ligata Jullien, 1882 → Canda ligata (Jullien, 1882)
- Caberea lyallii Busk, 1884 → Caberea zelandica (Gray, 1843)
- Caberea multipartita Yang & Lu, 198 → Menipea multipartita (Yang & Lu, 1981)
- Caberea rudis Busk, 1852 → Amastigia rudis (Busk, 1852)